# 新野安
新野 安（あらの いおり、1991年 - ）は、日本の漫画評論家。

## 経歴
東京大学卒業。2010年前後に成人向け漫画に熱中し始めた。「夜話.zip」というサークルを運営しており、『〈エロマンガの読み方〉がわかる本』シリーズを発行している他、ウェブラジオ「エロマンガ夜話」を配信している。

## 思想
インディーズや同人誌に詳しいとされており、販路の拡大やアーカイブ的な観点から同人誌の商業単行本化の重要性を指摘している。Fantiaなどのパトロンサイトにも注目するべきだと述べている。

## 著作
- 「アイドル、スター、そして都市 : 『サクラ大戦』から見える風景」『ユリイカ 2016年9月臨時増刊号』、青土社、2016年8月12日、ISBN 978-4791703135。
- 「『忠臣蔵』と『神無月の巫女』理解され得ない欲求、のジレンマ」『フィルカル Vol. 2, No. 2』、ミュー、2017年9月30日、ISBN 978-4943995180。
- 「惰性と潜伏 『どうにかなる日々』のエロティシズム」『ユリイカ 2017年11月臨時増刊号 総特集 志村貴子』、青土社、2017年10月28日、ISBN 978-4791703401。
- 「エロマンガ編②／「集中」と「拡散」、及びその「狭間」で」『マンガ論争 18』2017年。
- 「終わりなき『こどものじかん』あるいは岡田麿里の調整的意志について」『ユリイカ 2018年3月臨時増刊号 総特集 岡田麿里』、青土社、2018年2月26日、ISBN 978-4791703456。
- 「推論主義の使い方」『フィルカル Vol. 3, No. 1』、ミュー、2018年3月31日、ISBN 978-4943995197。
- 「森山塔はどこにいる」『ユリイカ2018年9月臨時増刊号 総特集 山本直樹』、青土社、2018年8月29日、ISBN 978-4-7917-0355-5。
- 「エロマンガ編②／同人誌の存在感が増す中、商業出版の意義は何処に」『マンガ論争 20』2018年12月29日。
- 『エロマンガベスト100+』三才ブックス、2022年5月10日。ISBN 978-4866733142。
- 『アダルトメディア年鑑2024』イースト・プレス、2023年12月26日。ISBN 978-4781622644。